# Ich bin ein Berliner
«Ich bin ein Berliner» è una frase pronunciata il 26 giugno 1963 a Berlino Ovest dal presidente statunitense John F. Kennedy durante il discorso tenuto nella attuale John F. Kennedy Platz in occasione della visita ufficiale alla città.
Tradotta in italiano la frase significa «Io sono un berlinese», e divenne una delle più note e iconiche della breve presidenza di Kennedy, che fu assassinato cinque mesi più tardi.

## Il contesto storico

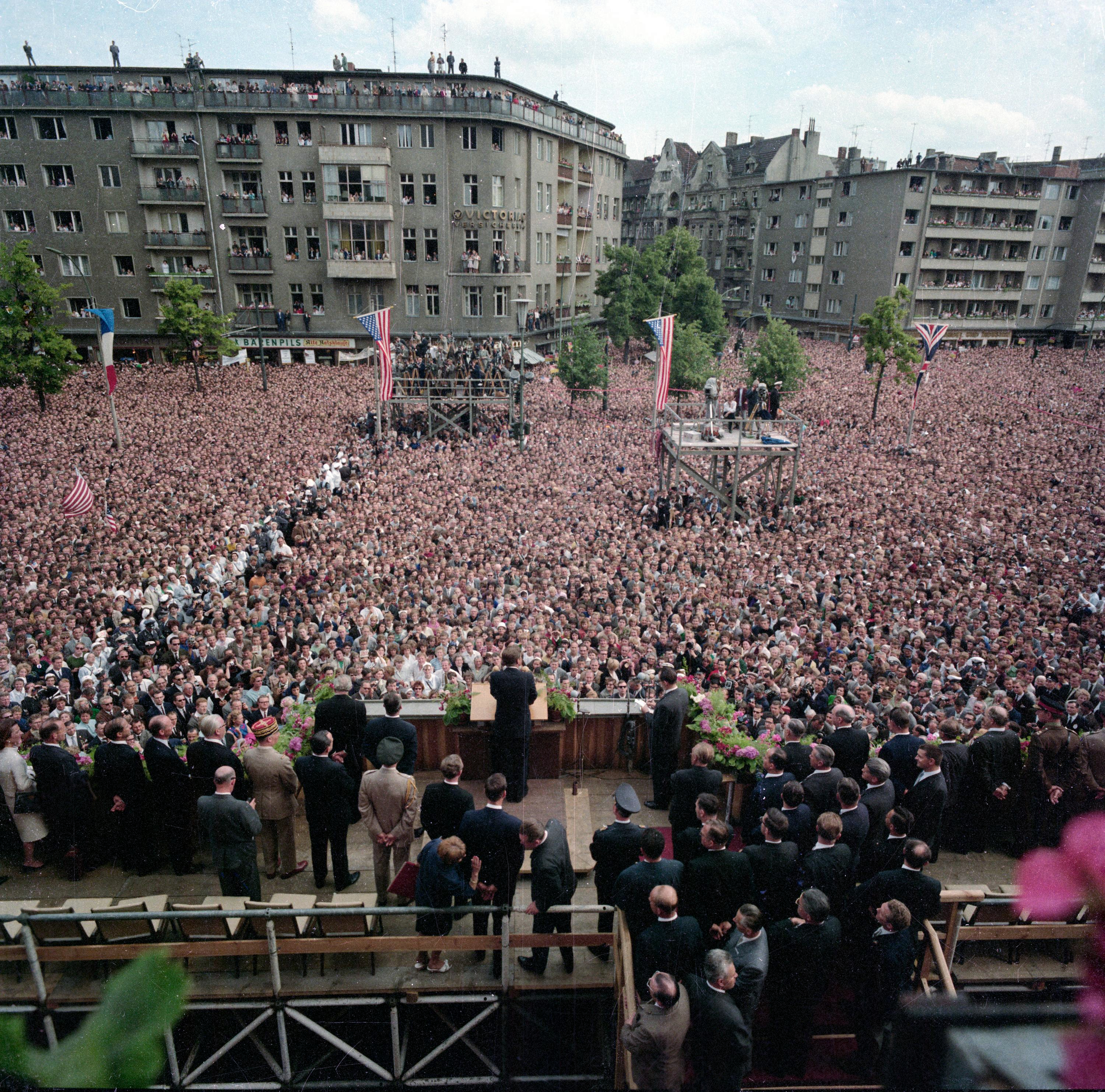
L'oceanica folla venuta ad assistere al discorso di Kennedy

La capitale della Germania, Berlino, era profondamente all'interno dell'area controllata dall'armata sovietica dopo la Seconda guerra mondiale. Inizialmente divisa in quattro settori controllati dagli Stati Uniti, dalla Francia, dal Regno Unito e dall'URSS, la tensione della guerra fredda aumentò fino al punto in cui i sovietici instaurarono il Blocco di Berlino, a cui gli alleati occidentali risposero con un drammatico ponte aereo.
In seguito, i settori controllati dalla NATO diventarono effettivamente una exclave della Germania Ovest, completamente circondata dalla Germania Est. Dal 1952, il confine tra Est e Ovest era chiuso dovunque eccetto che a Berlino. Centinaia di migliaia di cittadini abbandonarono la Germania Est per la Germania Ovest attraverso Berlino Ovest, indebolendo la Germania dell'Est di forza lavoro e minacciando un collasso economico.
Nel 1961 la Germania Est governata da Walter Ulbricht fece erigere una barriera di filo spinato intorno a Berlino Ovest. Ufficialmente era chiamata la antifaschistischer Schutzwall (barriera protettiva antifascista), e le autorità della Germania Est sostenevano che era per impedire che agenti e spie della Germania Ovest (da loro considerato uno stato fascista) venissero nell'Est. Tuttavia era universalmente conosciuto come il muro di Berlino e l'opinione più diffusa era che il suo scopo principale fosse di impedire che cittadini della Germania Est scappassero verso Ovest. Nel giro di alcuni mesi il muro fu ricostruito in cemento, e molte costruzioni furono demolite per creare una "zona della morte" vigilata a vista da guardie della Germania Est armate di mitragliatrici. La ventisettesima vittima uccisa al muro di Berlino fu Peter Fechter, nel 1962.
L'Occidente, inclusi gli Stati Uniti, fu accusato di non aver risposto con forza alla costruzione del muro. Il 25 luglio 1961, con la disfatta della Baia dei Porci ancora viva nei ricordi, il Presidente Kennedy insisté che l'America avrebbe difeso Berlino Ovest, ricordando gli accordi di Potsdam, ma chiarendo che non era possibile sfidare la presenza sovietica in Germania.

## Le motivazioni dell'espressione

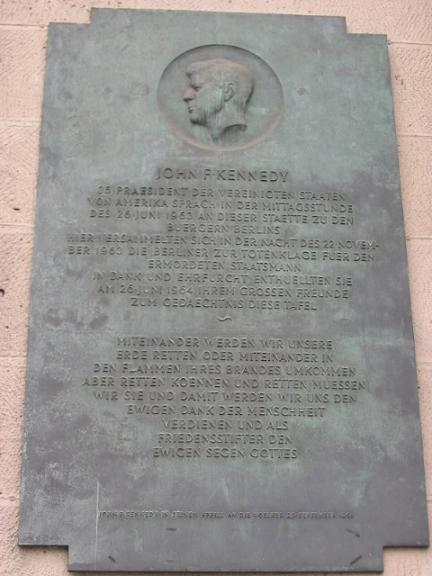
Iscrizione commemorativa del discorso di Kennedy posta a fianco dell'ingresso anteriore del Municipio di Schöneberg

La frase fu pronunciata con l'intento di comunicare alla città di Berlino e alla Germania stessa, seppur entrambe divise, una sorta di vicinanza e amicizia degli Stati Uniti dopo il sostegno dato dall'Unione Sovietica alla Germania Est nella costruzione del muro di Berlino, due anni prima, come barriera per impedire gli spostamenti dal blocco orientale socialista all'occidente.
Il discorso durante il quale Kennedy pronunciò la frase è considerato uno dei suoi migliori e un momento celebre della guerra fredda. Fu un grande incoraggiamento morale per gli abitanti di Berlino ovest, che vivevano in una enclave all'interno della Germania Est dalla quale temevano un'invasione. Parlando dal balcone del Municipio di Schöneberg (municipio del distretto di Schöneberg, allora sede dell'amministrazione comunale dell'intera Berlino Ovest), Kennedy disse:
L'idea della frase venne in mente a Kennedy all'ultimo momento, così come la scelta di pronunciarla in tedesco. Kennedy chiese al suo interprete, Robert H. Lochner, di tradurgli "I am a Berliner" mentre stava già salendo le scale del Rathaus (il municipio). Con l'aiuto di Lochner, Kennedy si esercitò con la pronuncia della frase nell'ufficio del sindaco Willy Brandt e tenne in mano un foglietto su cui aveva annotato la pronuncia. Secondo Lochner, il consigliere di Kennedy Bundy McGeorge ritenne che il discorso era andato "un po' troppo oltre", e i due ritoccarono il testo correggendolo in una versione più morbida da ripetere il giorno stesso nel discorso alla Freie Universität di Berlino.
Il messaggio di sfida era diretto sia ai sovietici che agli abitanti di Berlino, ed era una chiara dichiarazione della politica statunitense in risposta alla costruzione del muro di Berlino. Tuttavia, Kennedy fu criticato per aver fatto un discorso che riconosceva lo status quo di Berlino nella realtà in cui era. Ufficialmente, lo status di Berlino, in quel momento, era di occupazione comune delle quattro potenze alleate della seconda guerra mondiale, ciascuna con un proprio territorio di competenza. Fino a quel momento, gli Stati Uniti avevano affermato che quello era lo status, benché la situazione corrente fosse assai diversa. Il discorso di Kennedy segnò il momento in cui gli Stati Uniti riconobbero ufficialmente che Berlino Est faceva parte del blocco sovietico insieme al resto della Germania Est. I critici sostennero che Kennedy, con quel discorso, aveva rinunciato ad alti obiettivi, cedendo alla pressione sovietica, anziché perseguire ideali più alti in un contesto in cui i sovietici non avevano la forza di cambiare la situazione solo con le ruspe e i fucili.
A Berlino esistono luoghi della memoria che commemorano la figura di Kennedy, come la scuola tedesco-americana "John F. Kennedy", e l'Istituto "John F. Kennedy" per gli studi sul Nord America alla Freie Universität di Berlino. La stessa piazza in cui tenne il primo discorso, dopo l'assassinio del presidente a Dallas, fu ribattezzata in suo onore,
Si può leggere la medesima celebre frase in un enorme graffito permanente sul lato palestinese del muro che separa la città di Betlemme dalla periferia di Gerusalemme.

## Il discorso completo
Il brano spesso citato è estratto dal seguente discorso:

Ce ne sono alcune che dicono -- ce ne sono alcune che dicono che il comunismo è l'onda del progresso.

Che vengano a Berlino.

Ce ne sono alcune che dicono, in Europa come altrove, che possiamo lavorare con i comunisti.

Che vengano a Berlino.

E ce ne sono anche certe che dicono che sì il comunismo è un sistema malvagio, ma permette progressi economici.

Lass' sie nach Berlin kommen.

Che vengano a Berlino.

La libertà ha molte difficoltà e la democrazia non è perfetta. Ma non abbiamo mai costruito un muro per tenere dentro i nostri -- per impedir loro di lasciarci. Voglio dire a nome dei miei compatrioti che vivono a molte miglia da qua dall'altra parte dell'Atlantico, che sono distanti da voi, che sono orgogliosi di poter dividere con voi la storia degli ultimi 18 anni. Non conosco nessun paese, nessuna città, che è stata assediata per 18 anni e ancora vive con vitalità e forza, e speranza e determinazione come la città di Berlino Ovest.

Mentre il muro è la più grande e vivida dimostrazione dei fallimenti del sistema comunista -- tutto il mondo lo può vedere -- ma questo non ci rende felici; esso è, come il vostro sindaco ha detto, è una offesa non solo contro la storia, ma contro l'umanità, separa famiglie, divide i mariti dalle mogli, ed i fratelli dalle sorelle, divide un popolo che vorrebbe stare insieme.

Quello che -- Quello che è vero per questa città è vero per la Germania: una pace reale e duratura non potrà mai essere assicurata all'Europa finché ad un quarto della Germania è negato il diritto elementare dell'uomo libero: prendere una decisione libera. In 18 anni di pace e benessere questa generazione di tedeschi ha guadagnato il diritto ad essere libera, incluso il diritto di unire le famiglie, a mantenere la propria nazione in pace, in buoni rapporti con tutti."

Voi vivete in una isola difesa di libertà, ma la vostra vita è parte della collettività. Consentitemi di chiedervi, come amico, di alzare i vostri occhi oltre i pericoli di oggi, verso le speranze di domani, oltre la libertà della sola città di Berlino, o della vostra Germania, per promuovere la libertà ovunque, oltre il muro per un giorno di pace e giustizia, oltre voi stessi e noi stessi per tutta l'umanità.

La libertà è indivisibile e quando un solo uomo è reso schiavo, nessuno è libero. Quando tutti saranno liberi, allora immaginiamo -- possiamo vedere quel giorno quando questa città come una sola e questo paese, come il grande continente europeo, sarà in un mondo in pace e pieno di speranza. Quando quel giorno finalmente arriverà, e arriverà, la gente di Berlino Ovest sarà orgogliosa del fatto di essere stata al fronte per quasi due decenni.

Ogni -- Ogni uomo libero, ovunque viva, è cittadino di Berlino. E, dunque, come uomo libero, sono orgoglioso di dire "Ich bin ein Berliner".
[...]»
(John F. Kennedy)

## La leggenda metropolitana del krapfen

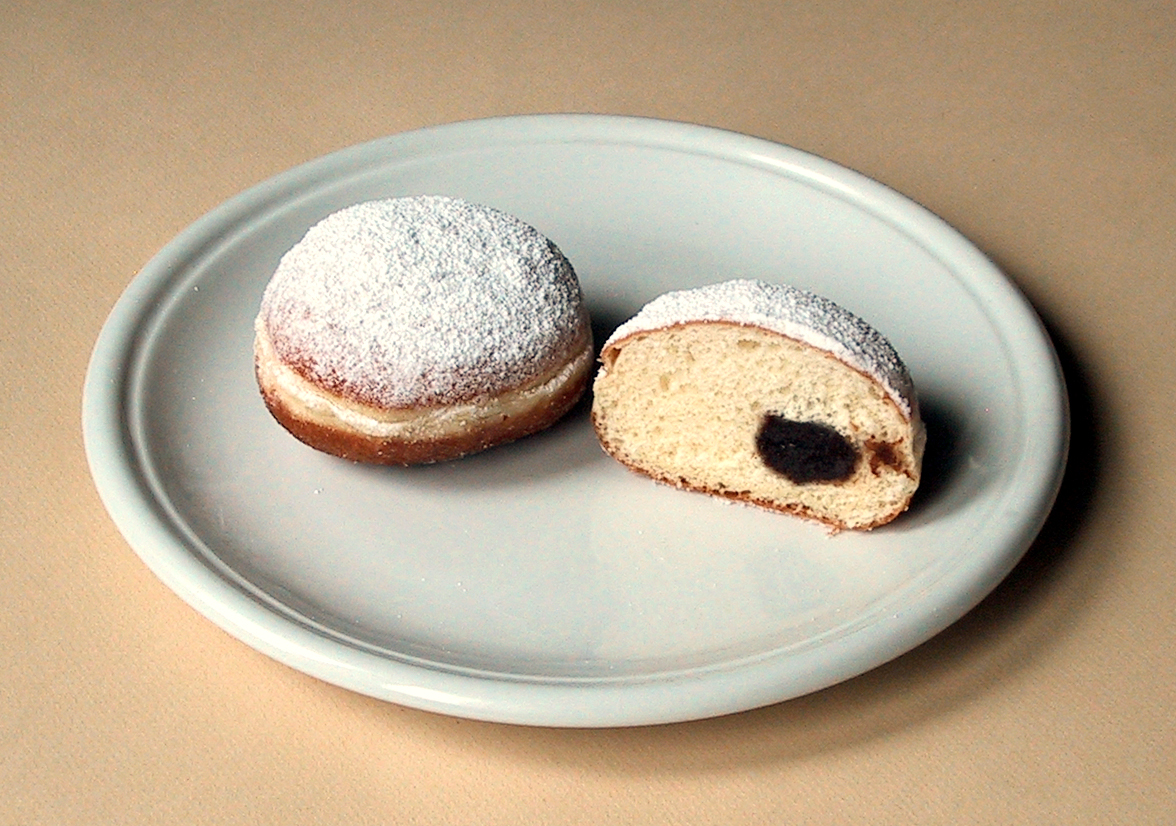
In alcune parti della Germania (ma non a Berlino), i krapfen sono noti con il nome di Berliner

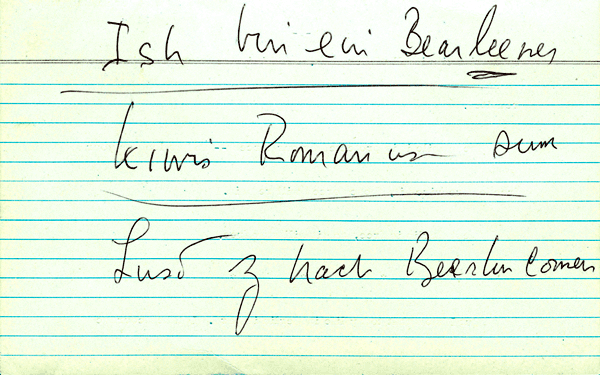
Il biglietto di Kennedy con la pronuncia di: «Ish bin ein Bearleener – kiwis Romanus sum – Lasd z nack Bearleen comen»

Una leggenda metropolitana afferma che Kennedy avrebbe commesso un imbarazzante errore grammaticale dicendo "Ich bin ein Berliner" anziché "Ich bin berliner", dichiarandosi, quindi, non un cittadino di Berlino, bensì un krapfen:
La leggenda deriva dal fatto che, in alcune parti della Germania, Berliner designa in effetti dei "bomboloni" del tutto simili a quelli che in Germania meridionale e Austria vengono chiamati "Krapfen".
La leggenda può essere confutata per diversi motivi:
- Pur esistendo a Berlino un dolce del genere krapfen, in città e nelle regioni circostanti quest'ultimo è conosciuto solo con il nome di Pfannkuchen. Il nome "Berliner" è diffuso in alcune zone della Germania settentrionale, in cui il nome originario berliner Pfannkuchen (Pfannkuchen di Berlino) è stato accorciato in Berliner. Tuttavia negli anni sessanta il termine Berliner inteso come dolce sarebbe suonato strano alle orecchie dei berlinesi.
- Non c'è alcun errore grammaticale nell'affermazione di Kennedy; l'articolo indeterminativo non ne cambia il significato. In tedesco per esprimere la provenienza è anzi più comune dire "Ich bin ein Brandenburger" (io sono un brandeburghese), piuttosto che "Ich bin brandenburger" (io sono brandeburghese), pur essendo ambedue le forme corrette. L'articolo "ein" può essere usato come enfasi: implica "proprio uno tra molti". Poiché Kennedy sottolineò "ein", secondo il linguista Jürgen Eichhoff[3] è "non solo corretto, ma l'unico e solo modo corretto di esprimere in tedesco quello che il presidente voleva dire".

La leggenda è comunque nota soprattutto nel mondo anglosassone e abbastanza sconosciuta in Germania orientale, dove il discorso di Kennedy è considerato una pietra miliare nella storia post-bellica; il gioco di parole è però diffuso nel Nordreno-Westfalia dove i krapfen, consumati abbondantemente nel periodo di Carnevale, sono noti proprio con il nome di Berliner.